# Baconnes

Baconnes este o comună în departamentul Marne, Franța. În 2009 avea o populație de 287 de locuitori.